# アラスカパルプ
アラスカパルプは、かつて日本に存在したパルプの製造を行う株式会社。本社は東京都千代田区丸の内3-4-1の新国際ビルヂング内に存在した。社名にあるようにアメリカ合衆国アラスカ州の森林資源を活用して成長したが、現地の森林伐採規制により特別清算に追い込まれた。

## 設立から成長
アラスカ州南東部の沿岸に広がるトンガス国有林は、かつて開発可能面積160万ha、蓄積3億立米以上と見込まれるヘムロック、スプルース、シダーの森が広がる大森林地帯であった。この森林資源に着目した東洋レーヨンなどの繊維メーカーや商社が、1953年、戦後初の海外事業会社としてアラスカパルプを設立するとともに現地にアラスカパルプが全額出資する子会社Alaska Lumber & Pulp Co.,Inc.（略称ALP）を設立。さらに1959年、現地のシトカにパルプ工場を設立、1968年にはランゲルにあった製材会社、Alaska Wood Products（略称AWP）を買収してパルプや原木などを日本に輸出し始めた。
未開発の森林資源を抱えるアメリカと原料不足にあえぐ日本の利害が一致する中、アラスカパルプは準国策的な会社として、発足当初より日米両政府から事業資金の融資を受けるなどの優遇を受けた。現地の原木買取は、1961年から50年間の長期契約を結び事業を展開、1981年3月期には約347億円の売上高を計上してピークを迎えた。

## 特別清算へ
1980年代には、日本国内のパルプ・木材製品市況が落ち込む中で経営が悪化、一方でアメリカ国内で環境保護の声が高まるなかで国有林保護法が改正され、原木の伐採地域を限定するなどの規制策が打ち出されたため、1993年にはパルプ工場、製材工場が休止状態に追い込まれ事実上廃業状態となった。
アラスカパルプは、アメリカ合衆国林野庁を相手に損害賠償を求める訴えを起こしたが、2004年まで「債務の不履行は認めるが、損害賠償金の発生に裏付けは無い」として却下された。同年6月に株主総会を開き解散を決議、同年7月13日に東京地方裁判所から特別清算の開始決定を受けた。